# Presa (Castropol)
Presa es una aldea de la parroquia de Seares, concejo de Castropol, en la comarca del Eo-Navia, Principado de Asturias, España.